# Сигиберт I
Сигиберт I (535 — ноябрь/декабрь 575) — король франков в 561—575 годах из династии Меровингов.

## Биография

### Происхождение
Сигиберт I, имя которого переводится с франкского как «Блистательный победитель», был сыном короля Хлотаря I и Ингунды.

### Королевство Сигиберта I
По разделу Франкского королевства Сигиберту досталась северо-восточная его часть, считавшаяся «королевством Теодориха I». Его официальной столицей был Реймс, но его настоящий центр тяжести находился в долине рек Мозель и среднего Рейна, где главным городом был Мец, поскольку это королевство значительно расширялось в направлении Тюрингии, Саксонии, Алеманнии и Баварии, до границ славян. По сравнению с другими частями Франкского государства в королевстве Сигиберта было больше всего периферийных герцогств, которые требовалось контролировать, и границ, которые надо было охранять. Видимо, Сигиберт сам выбрал эту территорию, которую можно было расширять в разных направлениях, ведь он уже показал свои воинские таланты, приняв участие вместе с отцом в походе 555 года против саксов. Кроме того к королевству Сигиберта присоединили Овернь, Веле, Жеводан и Руерг, а также часть Прованса с городами Марсель, Авиньон и Изес, в своё время завоёванные королями Теодорихом I и Теодебертом I. Эти земли давали значительные фискальные ресурсы, и на них жили римские семейства, посвящавшие себя праву и литературе. Королевство Сигиберта быстро приобрело парадоксальный облик: оно отличалось склонностью к военным авантюрам, и в то же время им управляли педантичные чиновники.
В VI веке название королевства Сигиберта ещё не установилось. В равной мере использовались термины «королевство Теодориха», «Белгика» или «Франкония». Григорий Турский первым оборонил слово Австразия, которое в дальнейшем и прижилось в названии этого королевства.

### Высшие сановники и советники
О высших сановниках австразийского дворца известно довольно мало, и многих из них мы знаем только по именам. Так известно, что пост референдария занимал некий Сиггон; как начальник канцелярии он должен был хранить при себе печать Сигиберта. Дворцового казначея, отвечавшего за королевскую сокровищницу, звали Харегизел; Григорий Турский его недолюбливал, поскольку тот сделал всю карьеру во дворце и воспользовался юридическими и бухгалтерскими способностями, чтобы выбиться из низов. Последний из высших чиновников. кого можно идентифицировать, — дворцовый граф, которому полагалось вершить суд по важным делам в отсутствие короля; его звали Циуцилон. В непосредственном окружении королевской четы находился также гот по имени Сигила, но какой пост он занимал, неизвестно; возможно, это был один из людей, приехавших с Брунгильдой в 556 году, но мог быть и перебежчиком, принятым к себе франками.

### Войны с Аварским каганатом
В 561 году после смерти короля Хлотаря I авары вторглись в Галлию, во владения короля Сигиберта. К этому времени авары заняли область нижнего Дуная, и откуда делали набеги вплоть до Тюрингии. Сигиберт выступил против них и, вступив с ними в бой, победил их и обратил в бегство. Однако позже их каган через послов добился дружбы с Сигибертом. Но в то время, когда Сигиберт был занят аварами, его брат Хильперик I захватил Реймс и некоторые другие, принадлежавшие Сигиберту города. Из-за этого между ними возникла междоусобная война. Когда победитель аваров Сигиберт возвратился, он занял город Суассон, захватил в плен находящегося там сына короля Хильперика Теодоберта и взял его под стражу. Затем он выступил против Хильперика и вступил с ним в сражение. Победив и обратив его в бегство, Сигиберт восстановил своё право господства над своими городами. Сына же Хильперика Теодоберта он приказал содержать в течение года под стражей в вилле Понтион (в Шампани). Так как Сигиберт был человеком мягкосердечным, он отправил его позднее невредимым к отцу, одарив подарками, но предварительно взял с него клятву, что он никогда ничего против него не будет предпринимать. Однако впоследствии Теодоберт неоднократно нарушал эту клятву.
Вероятно, с 566 года восточные границы Австразии оказались под угрозой нового набега аваров. Поскольку этот народ иногда шёл в наёмники к византийцам, возможно, император и послал их против Сигиберта, чтобы не позволить ему напасть на Италию. Против них с большим войском выступил Сигиберт, но был разбит ими наголову. Григорий Турский счёл себя обязанным оправдать этот разгром, сославшись на то, что авары как истинные язычники прибегли к магии: на поле боя явились призраки и напугали австразийских воинов. Войско Сигиберта обратилось в бегство, а сам он был пленён аварами и содержался у них под охраной до тех пор, пока не выкупился из плена. После этого Сигиберт заключил с аварским каганом договор о том, чтобы никогда при их жизни не было между ними никакой войны. Позиция этого христианского монарха, заключающего союз с язычниками, смущала Григория Турского. Поскольку этот хронист зависел от Сигиберта, он ограничился двусмысленным заявлением: «И это [договор] по праву расценивается скорее как похвала ему, чем бесчестие». Но Григорий даёт понять, что многие думали иначе.

### Сигиберт женится на Брунгильде

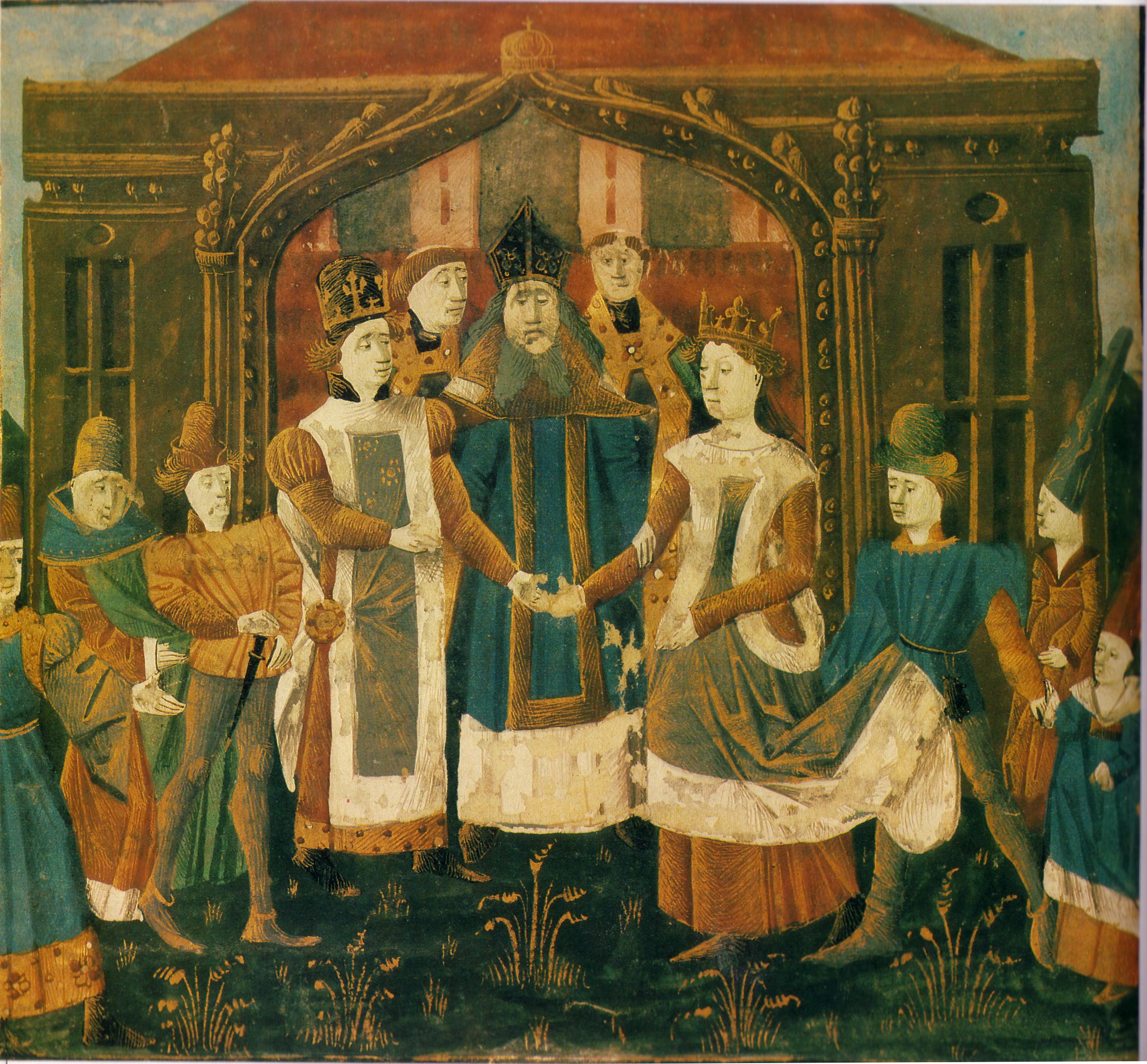
Брак Сигиберта и Брунгильды. «Большие французские хроники», манускрипт XV века. Национальная библиотека Франции, Париж

Сигиберт, видя, что его братья избирают жён, недостойных себя, и по своему капризу сочетаются браком даже со служанками, отправил посольство в Испанию с богатыми подарками, и приказал просить руки младшей дочери короля вестготов Атанагильда Брунгильды (Фредегар в своей «Хронике» сообщает, что дочь Атанагильда, невесту Сигиберта, звали Бруной, а после замужества ей дали имя Брунгильда). Атанагильд дал согласие и в 566 году эта свадьба состоялась. Григорий Турский отмечает, что Брунгильда была девушкой тонкого воспитания, красивой, хорошего нрава, благородной, умной и приятной в разговоре. Она была арианского вероисповедания, но благодаря наставлениям епископов и настоянию самого короля была обращена в ортодоксально-никейскую веру.

### Конфликт с братом Гунтрамном
В те же года Сигиберт пожелал захватить город Арль, принадлежащий его брату Гунтрамну. С этой целью он приказал жителям Клермона выступить в поход. Войско возглавил граф этого города Фирмин. Другое войско Сигиберта под командованием Адовария подошло к Арлю с другой стороны. Жителям Арля ничего не оставалось, как открыть перед ними ворота. Завладев этим краем, австразийцы потребовали от населения присяги Сигиберту на верность. Таким образом, это была не просто грабительская операция, а попытка завоевания. Видимо, Сигиберт хорошо помнил, что в своё время Арлем владел Теодеберт I, один из прежних королей Австразии, который даже устраивал здесь цирковые игры в подражание древним императорам. Вероятно, Сигиберт считал, что именно ему должен был отойти этот древний город, бывший одно время даже столицей Римской империи, чьё архитектурное убранство, хоть и пришедшее в сильный упадок, по-прежнему впечатляло.
Этот дерзкий налёт встревожил Гунтрамна, который направил туда армию под командованием патриция Цельса. Цельс выступил и взял город Авиньон, принадлежащий Сигиберту. Затем он подошёл к Арлю, окружил его и начал осаду города, где заперлось войско Сигиберта. Согласно Григорию Турскому, армия Сигиберта могла бы отстоять город, если бы местный епископ Сабауд не изменил присяге на верность, облегчив Гунтрамну победу. Он посоветовал воинам Сигиберта сделать вылазку. Но, побеждённые войском Цельса, они обратились в бегство и, подойдя к городу, нашли его ворота закрытыми. И так как сзади их настигали копья, а сверху — камни горожан, они направились к Роне и попытались переправиться на другой берег. Плывя на щитах по течению реки, они с трудом смогли достичь ровного места, чтобы выйти на берег. Но многие из них утонули, подхваченные бурным течением. Без вещей, без коней вернулись они на родину с большим позором. Так король Гунтрамн снова получил свой город, а город Авиньон он по своей обычной доброте возвратил во владение своему брату.

### Убийство Галесвинты
Брат Сигиберта Хильперик тоже отправил послов за Пиренеи просить в жёны сестру Брунгильды Галесвинту (567 год). Атанагильду очень не хотелось отдавать дочь в жёны распутнику, и он пошёл на это лишь после того, как Хильперик поклялся, что будет содержать королеву в любви и почёте, а всех наложниц отошлёт от двора. Какое-то время Хильперик соблюдал обещание, но вскоре интриги бывшей наложницы короля Фредегонды принесли свои плоды: Галесвинта наскучила королю, и он захотел от неё избавиться. Однажды утром королеву нашли задушенной в её постели, и молва стала обвинять в убийстве самого Хильперика. Фредегонда же вернулась ко двору неоспоримой хозяйкой и скоро стала именоваться новой королевой.

### Договор между Хильпериком и Сигибертом

Раздел Франкского государства после смерти Хлотаря I (561). Владения Сигиберта I выделены зелёным

Убийство Галесвинты в 568 году вызвало родовую месть со стороны её сестры Брунгильды и её мужа Сигиберта. Сигиберт отправил гонцов к Гунтрамну, который, может быть, из повиновения народным обычаям, или потому, что отвратительное преступление Хильперика изгоняло того из семьи, пристал к обиженной стороне. Вслед за тем началась война. Сигиберт, возбуждаемый местью своей жены Брунгильды, имевшей над ним неограниченную власть, и внезапно обнаруживший свой в высшей степени пылкий характер, хотел биться до последней крайности, не останавливаясь даже перед мыслью о братоубийстве. Но Гунтрамн, по христианскому ли чувству, или по свойственной ему слабости воли, скоро изменил свою роль союзника на роль посредника. Просьбами и угрозами он принудил Сигиберта созвать народ на общественный суд и ждать его приговора. Согласно «приговору преславного короля Гунтрамна и благородных мужей, заседавших в Мальберге: города Бордо, Лимож, Каор, Беарн и Бигорр, которые Галесвинта, сестра превосходнейшей госпожи Брунгильды, по прибытии своём в землю землю франков, получила, как ведомо всякому, в утренний дар, вдовий участок, перейдут от сего дня во владение королевы Брунгильды и её наследников, дабы, через посредство такой пени, восстановлен был отныне мир божий между преславными государями Хильпериком и Сигибертом». Собрание разошлось, и оба короля расстались, по-видимому, примирённые (569 год).

### Хильперик нарушает договор
Но Хильперик никак ни мог сродниться с мыслью, что он должен повиноваться решению суда; напротив он надеялся возвратить со временем свои города или вознаградить себя за счёт владений Сигиберта. Этот замысел, созревший и хранимый в тайне в продолжение почти пяти лет, внезапно обнаружился в 573 году, когда Хильперик вознамерился отобрать у Сигиберта доставшиеся тому после смерти Хариберта города Тур и Пуатье. С этой целью он собрал войско в Анжере под командованием Хлодвига, своего младшего сына от Аудоверы. Последний без объявления войны пошёл на Тур и овладел этим древним, хорошо укреплённым городом, не встретив сопротивления. Дело в том, что король Сигиберт, как и оба других короля, держали постоянные гарнизоны только в тех городах, где они сами пребывали, а городские жители, которые были сплошь или почти сплошь галло-римлянами, мало интересовались вопросом, какому из франкских королей они будут принадлежать. Овладев Туром, Хлодвиг отправился в Пуатье, который захватил с такой же лёгкостью, и расположился в нём, так как он был центральным пунктом между Туром и городами Лиможем, Каором и Бордо, которые ему ещё предстояло завоевать.

### Гунтрамн вмешивается в конфликт своих братьев

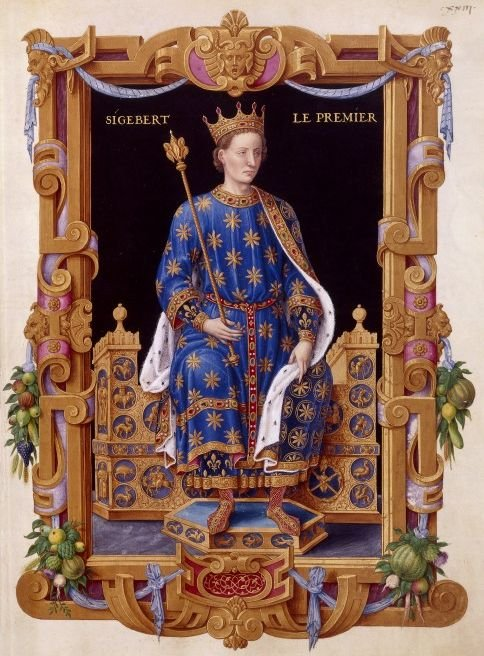
Изображение Сигиберта I из книги Жана де Тилле «Короли Франции». Национальная библиотека Франции, Париж

Узнав о том неожиданном нападении, король Сигиберт послал за помощью к брату Гунтрамну. Участие, которое Гунтрамн принимал пять лет тому назад в примирении двух королей, казалось, возлагало на него в отношении к ним некоторую обязанность судьи, право взыскания с того, кто не сдержал данного слова и нарушил народный приговор. С этой мыслью, согласной, впрочем, с наклонностью к справедливости, составляющей особенную черту его характера, он взял на себя труд усмирить враждебное покушение Хильперика, и принудить его снова подчиниться условиям приговора франков. Гунтрамн отправил против Хлодвига войско под предводительством своего лучшего полководца Эония Муммола, родом галло-римлянина.
Муммол выступил из столицы Бургундского королевства Шалона-на-Соне и пошёл на город Тур по дороге через Невер и Бурж. При его приближении молодой Хлодвиг, возвратившийся в Тур с намерением выдержать там осаду, решился отступить, и, в ожидании подкреплений, занял удобную позицию на пути в Пуатье, неподалёку от этого города. Между тем, турские граждане миролюбиво приняли галло-римского предводителя, занявшего город именем короля Сигиберта, и присягнули ему на верность. Тем временем, к лагерю Хлодвига под Пуатье подошло поджидаемое подкрепление под командованием Сигера и Василия; первый был франк, второй галло-римлянин, оба усердные сторонники короля Хильперика. Это было многочисленное, но плохо дисциплинированное войско, состоящее в большей части из крепостных и свободных крестьян. Несмотря на своё мужество и даже ожесточение в битве, Сигер и Василий не смогли преградить пути к Пуатье величайшему или, лучше сказать, единственному тактику того времени. Атакованные с фронта и с фланга, они с огромными потерями были опрокинуты на франков Хлодвига, которые тотчас же обратились в бегство и рассеялись. Оба начальника добровольцев пали, а Хлодвиг не имея достаточного количества людей, чтобы защищать Пуатье, обратился в бегство по дороге на Сент. Овладев после такой победы городом Пуатье, Муммол счёл поручение своё оконченным, и, заставив граждан, подобно тому, как в Туре, присягнуть на верность королю Сигиберту, возвратился в Бургундию, не сочтя нужным преследовать нейстрийцев.
Хлодвиг, тем временем, боясь встретить преграду к отступлению на север или, может быть, из юношеской удали, вместо того, чтобы двинуться к Анжеру, продолжал следовать в противоположную сторону и направился к Бордо, одному из пяти городов, которыми ему приказано было овладеть. Он подошёл с горсткой плохо снаряжённых людей к городской стене, и ему открыли ворота. Факт удивительный, из которого ясно открывается правительственное бессилие королевской власти Меровингов. В таком большом городе не нашлось достаточно войска для защиты прав королевы Брунгильды и верховной власти короля Сигиберта от толпы беглецов, бездомных и изнурённых. Хлодвиг в течение месяца пребывал в Бордо, пока герцог Сигульф, подданный короля Австразии, охранявший границу или Пиренейскую марку, не предпринял внезапное нападение на него. Хлодвиг и его люди бежали, держа путь через Анжер. Сигульф преследовал их, но безуспешно.

### Теодеберт нарушает данную Сигиберту клятву
Такой ничтожный конец похода, столь дерзко предпринятого, навёл на душу Хильперика мрачную и яростную досаду. Решась блистательно отомстить за оскорбление своей чести, он собрал на берегах Луары войско, гораздо многочисленнее первого, и вверил над ним начальство Теодеберту, старшему из своих сыновей, который некогда был взят в плен Сигибертом и дал ему клятву ни чинить против него вреда. Осторожный Гунтрамн рассудил на этот раз, что вторичное вмешательство с его стороны будет бесполезно для примирения братьев и, конечно, разорительно для него. Отказавшись от посредничества, он распорядился так, что в случае неудачи мог остаться в стороне и не вмешиваться в распрю. Заботу о примирении обоих королей он возложил на духовный собор; по его приказанию все епископы королевства, по своему положению не принимавшие участия в королевской ссоре, съехались в нейтральном городе Париже, куда по раздельному договору, не мог вступить ни один из сыновей Хлотаря I без согласия двух других. Собор отправил к нейстрийскому королю самые убедительные послания, прося сохранить мир и не посягать на права брата. Но речи и послания были бесполезны. Хильперик, не внимая ничему, продолжал готовиться к войне.
Между тем, Теодеберт перешёл Луару и двинулся к Пуатье, где австразийцы сконцентрировали свои силы. Командующий австразийской армией в Аквитании Гундовальд имел неосторожность дать на равнине сражение нейстрийцам, которые были гораздо многочисленнее, и потерпел поражение. Теодоберт вступил в Пуатье, и, владея этим городом в центре австразийской Аквитании, он мог свободно двинутся на каждый из городов, овладеть которыми ему было приказано. Он избрал направление на север и вступил в турские земли, лежащие на левом берегу Луары. По отцовскому ли приказанию, или по собственному своему разумению он вёл войну жестокую, разнося всюду, где ни проходил убийство и опустошение. Граждане Тура с ужасом увидели со своих стен облака дыма, который говорил о пожарах соседних деревень. Хотя они и были связаны с королём Сигибертом священной клятвой, однако, заглушив религиозные опасения, сдались на произвол победителя, умоляя его быть милосердным.
Покорив Пуатье и Тур, нейстрийская армия осадила Лимож, который открыл ему ворота сам. Из Лиможа Теодеберт пошёл на Каор. Длинный путь его армии был обозначен разорением селений, грабежом домов и осквернением святынь. Храмы были опустошены и преданы сожжению, священники убиты, монахи оскорблены и монастыри разрушены до основания. При слухе о таком опустошении, общий страх распространился по всей Аквитании, от берегов Луары до Пиренеев.

### Зарейнские племена приходят на помощь Сигиберту

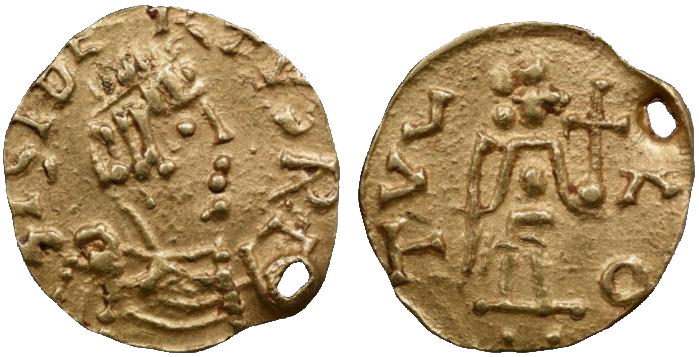
Тремисс Сигиберта I; монетный двор в Туле

В то время как в Аквитании совершались эти события, король Сигиберт собирал все свои силы. Сигиберт призвал к оружию не только франков, живших на берегах Мааса, Мозеля и Рейна, но также и все германские племена, которые обитали по ту сторону Рейна. Это были свевы, или швабы, и алеманны, затем тюринги и бавары, которые сохраняли свою национальность под властью наследственных герцогов, и, наконец, несколько народностей Нижней Германии, которые по доброй воле или по принуждению покинули грозную саксонскую лигу. Весть об этом великом вооружении в Австразии вызвала чувство тревоги не только среди подданных Хильперика, но и среди подданных Гунтрамна, который сам разделял их опасения. Поэтому он благосклонно отозвался на просьбу о помощи, с которой к нему обратился Хильперик. Хильперик двинул свои силы к восточной части Сены, для того чтобы защитить переход через неё. Гунтрамн со своей стороны занял войсками северную границу, которая не была защищена естественными преградами.
В 574 году войска короля Австразии после нескольких дней похода прибыли в местность, прилегающую к Арсису-на-Обе. Оттуда, чтобы вторгнуться в королевство Хильперика, Сигиберт должен был пройти через земли Гунтрамна. Сигиберт в категоричной форме потребовал от Гунтрамна разрешение на это. Король Бургундии не решился сопротивляться огромной дикой армии Сигиберта и согласился на проход этих войск через мост в Труа. В этом городе он имел свидание с Сигибертом и клятвенно обещал ему нерушимый мир и искреннюю дружбу. Узнав об этом предательстве, Хильперик поспешил оставить свои позиции на левом берегу Сены и отступить вглубь своего королевства. После бесполезных усилий ускользнуть от своего врага он запросил мира. Сигиберт, несмотря на свой строптивый характер, был, однако, великодушен. Он согласился предать всё забвению, с тем только, чтобы ему были немедленно возвращены города Тур, Пуатье, Лимож и Каор, а армия Теодоберта вернулась обратно за Луару.
Оба короля казались очень довольными друг другом, но в австразийской армии возникло сильное недовольство. Войска, набранные за Рейном, роптали на неожиданный мир, лишивший их добычи, которую они надеялись приобрести в Галлии. С трудом усмирив готовый начаться бунт, Сигиберт двинул армию обратно к берегам Рейна. Войско пошло по Парижской дороге, но не вступало в этот город, потому что Сигиберт, верный своим обязательствам, уважал его неприкосновенность. В продолжение всего пути австразийские дружины разоряли места, по которым проходили, и окрестности Парижа долго помнили их нашествие. Большая часть селений и деревень была выжжена, дома разграблены, и множество воинов отведено в неволю, так как король не мог предупредить, ни остановить подобных насилий. Причём разгрому подверглись и северные владения Гунтрамна. Это повлекло разлад между Сигибертом и Гунтрамном и вынудило последнего вновь стать на сторону Хильперика.

### Смерть Теодеберта
Миролюбие Хильперика было непродолжительным. Увидев себя вне опасности, он возвратился к своей постоянной мысли и снова обратил свои жадные взоры на аквитанские города. Ссора, возникшая между братьями Гунтрамном и Сигибертом, казалась ему благоприятным обстоятельством для возобновления своего предприятия. Заключив союз с Гунтрамном и в полной надежде на успех, в 575 году Хильперик снова отправил своего сына Теодоберта за Луару, а сам с армией вступил на территорию Реймса, составлявшую западный предел Австразийского королевства. Его нашествие сопровождалось такими же опустошениями, как война Теодеберта в Аквитании: он жёг селения, уничтожал жатвы и грабил всё, что только можно было взять с собой.
Сигиберт опять призвал восточных франков и зарейнские племена и двинулся на помощь реймсской провинции. При его приближении Хильперик, избегая боя, как и в предыдущую компанию, стал отступать по течению Марны и пошёл к нижнему течению Сены. Сигиберт преследовал его до самого Парижа и занял этот город, несмотря на клятвы, которые он принёс восемь лет назад. Расположившись в Париже, король Сигиберт, прежде всего, послал войска против Теодоберта, который, повторяя свою прошлогоднюю компанию, как раз вступил уже в Лимож.
Австразийские герцоги Годегизель и Гунтрамн, по прозвищу Бозе (то есть «Злой»), набрав, хотя и плохо вооружённое, но довольно многочисленное ополчение в областях Шатодён и Вандом, приблизились к Лиможу. Теодоберт выступил им навстречу и занял позицию на берегах Шаранты, возле Ангулема. Во время перехода часть войска разбежалась, так что перед началом битвы он был почти всеми оставлен. Несмотря на это, он сражался с большим мужеством и был убит в схватке. Галльские поселяне, составлявшие войско Годегизеля и Гунтрамна Бозе, без уважения к длинным волосам, отличавшим сына короля Хильперика от прочих, обобрали его наравне с другими трупами и оставили нагим на поле боя. Австразийский вождь по имени Арнульф, хотя и был врагом Теодоберту, похоронил его за собственный счёт в Ангулеме.

### Нейстрийцы просят Сигиберта стать их королём
Между тем король Гунтрамн, вторично уступив своим миролюбивым наклонностям или побуждаемый страхом, помирился с Сигибертом. Хильперик, доведённый до полного отчаяния этим двойным несчастьем, покинул берега Сены, поспешно прошёл через всё своё королевство и с женой, детьми и самыми верными своими людьми укрылся за стенами Турне. Крепкое положение этого города, первоначальной столицы Франкского государства, побудило Хильперика избрать в нём убежище. В ожидании осады он занялся набором людей и пополнением боевых запасов, пока Сигиберт, свободный в своих движениях по всей Нейстрии, овладевал городами этого королевства. Заняв те города, которые лежали к северу и востоку от Парижа, он направился на запад, решив всё завоёванное, и города и земли, отдать в уплату своим зарейским воинам. Намерение это возбудило во всех франках, даже австразийских, сильные опасения. Австразийцы не желали иметь своих природных врагов соседями в Галлии, а нейстрийцы, со своей стороны, страшились утраты собственности, порабощения и всех бедствий, неразлучных с завоеванием страны. Нейстрийские знатные франки послали к Сигиберту послов с просьбой стать их королём. Сигиберт с радостью принял посольство и предложение нейстрийцев; он уверил их клятвой, что ни один город не будет предан войскам на разграбление, и обещал прибыть на собрание, где, по обычаю предков, его должны были провозгласить королём. Потом он совершил военную рекогносцировку до пределов Руана и, удостоверясь, что ни один из крепких городов на западе не намерен ему сопротивляться, возвратился в Париж.
Брунегильда, желая отклонить мужа от обращения к братской любви и для личного надзора за исполнением своего мщения, оставила город Мец и прибыла к Сигиберту в Париж. Она была так уверена в несомненности своего торжества, что предприняла это путешествие с обеими дочерьми, Ингундой и Хлодосвинтой, и сыном Хильдебертом, четырёхлетним ребёнком. Повозки с её имуществом были наполнены сокровищами и всем, что только было у неё лучшего из золотых уборов и драгоценных вещей. Сигиберт, послав часть войска обложить Турне и начать осаду, сам же прибыл в Витри, на реке Скарпе, где намечалось провести собрание для провозглашения его королём западных франков.

### Убийство Сигиберта

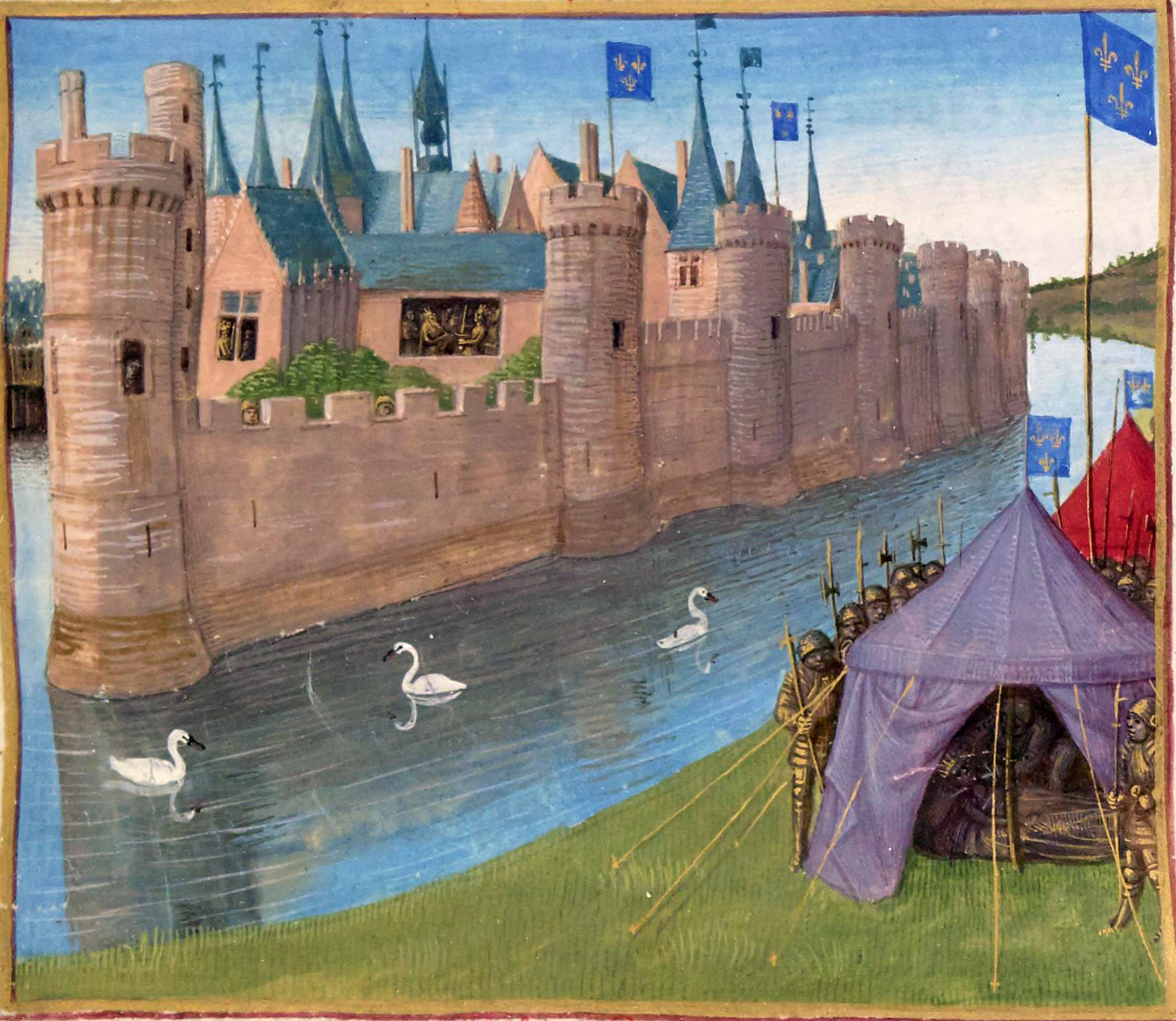
Убийство Сигиберта (Жан Фуке 1455—1460; Большие французские хроники)

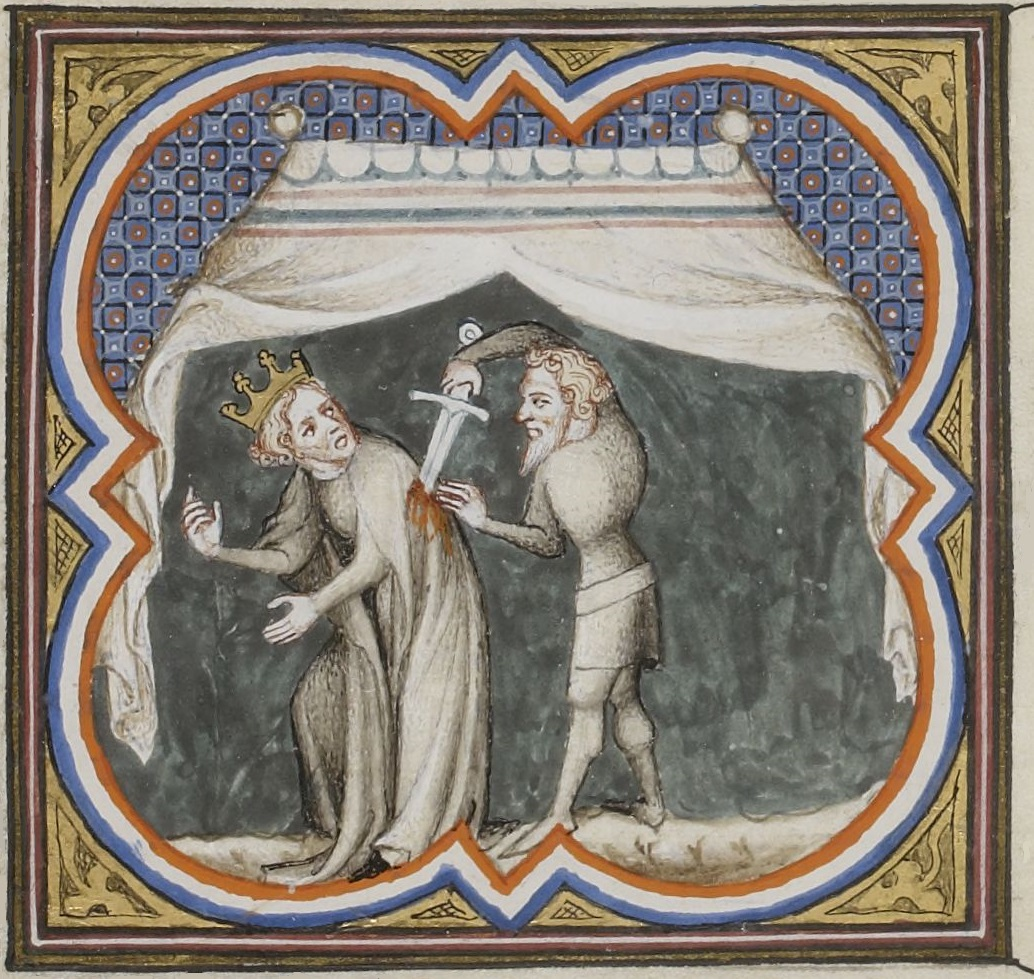
Убийство Сигиберта. Отдел Рукописей Национальной библиотеки Франции

Осаждённый в Турне и считавший своё положение почти безнадёжным, король Хильперик ждал развязки с каким-то бесстрастием. В тот момент не растерялась только Фредегонда: она подговорила двух убийц, и те, пройдя через австразийский лагерь, добились приёма у Сигиберта и закололи его смазанными ядом кинжалами, сами пав от рук его стражников (ноябрь/декабрь 575 года). Убит Сигиберт был на 14-м году своего правления, сорока лет от роду и всего через 18 дней после смерти Теодеберта. Австразийцы, узнав о смерти своего короля, сняли осаду Турне и ушли в свою страну. Хильперик прибыл в Витри и предал со всеми почестями тело брата земле в деревне Ламбре на Скарпе. Впоследствии его останки перенесли отсюда в Суассон, в построенную им же самим базилику святого Медарда. Его погребли рядом с его отцом Хлотарем.
После смерти Сигиберта его жена Брунгильда с детьми оставалась в Париже. Хильперик прибыл в Париж, захватил Брунгильду и отправил её в изгнание в город Руан, а её сокровища присвоил себе. Однако маленький сын Сигиберта Хильдеберт ускользнул. Предводитель рейнских франков Гундовальд укрыл его, затем перевёз в центр отцовского королевства, где верные Сигиберту люди провозгласили мальчика своим королём. Кроме того, он получил поддержку со стороны своего дяди Гунтрамна.

### Семья
- С 566 года — Брунгильда (букв. «Закованная в броню воительница»). Дети от этого брака:
  - Ингунда (567/568 — 585/586) — в 579 года выдана замуж за старшего сына вестготского короля Леовигильда Герменегильда
  - Хильдеберт II (570 — март 596) — король Австразии с 575 года
  - Хлодосвинта (575/576 — после 594) — в 587 году была помолвлена с королём вестготов Реккаредом I, но свадьба не состоялась.

Средневековые хронисты считали детьми короля Сигиберта и Брунгильды также Бальдерика, Бову и Анхиза (они упоминаются в «Истории Реймсской церкви» Рихера), но современные историки не поддерживают такой идентификации. Однако в ряде современных книг, особенно церковной тематики, их продолжают называть королевскими детьми.